# Угърчинска група
Угърчинската група е българска фолклорна група, активна през 1939 – 1952 година.
Създадена е през 1939 година от Цвятко Благоев (кавал, флигорна), музикант, родом от Угърчин, който преди това участва в Софийската кореняшка група и Бистришката четворка. В първоначалния състав освен него влизат Борис Петров (тамбура, китара, баритон), Христо Късийотов (гъдулка, гайда), Илия Димитров (гайда, кларинет), Димитър Бочуков (гъдулка), Асен Раданов и Борис Раданов (акордеон, цигулка, тъпан). Групата се налага като един от водещите изпълнители на Радио „София“, където прави и множество записи като съпровождаща група на известни народни певци, като Анастасия Павлова, Атанаска Тодорова, Гюрга Пинджурова, Жечо Долчинков, Гуди Гудев. През 1948 година Угърчинската група става щатен оркестър в Радио „София“, а през 1952 година става основата на новосъздадения Ансамбъл за народни песни на Българското радио.